# Énergies fossiles au Québec
La part de l'utilisation des énergies fossiles au Québec tend à diminuer constamment depuis la crise pétrolière des années 1970, quoique la découverte massive de gaz de schiste au cours des dernières années laisse entendre qu'elle pourrait augmenter dans le futur.  

## Pétrole

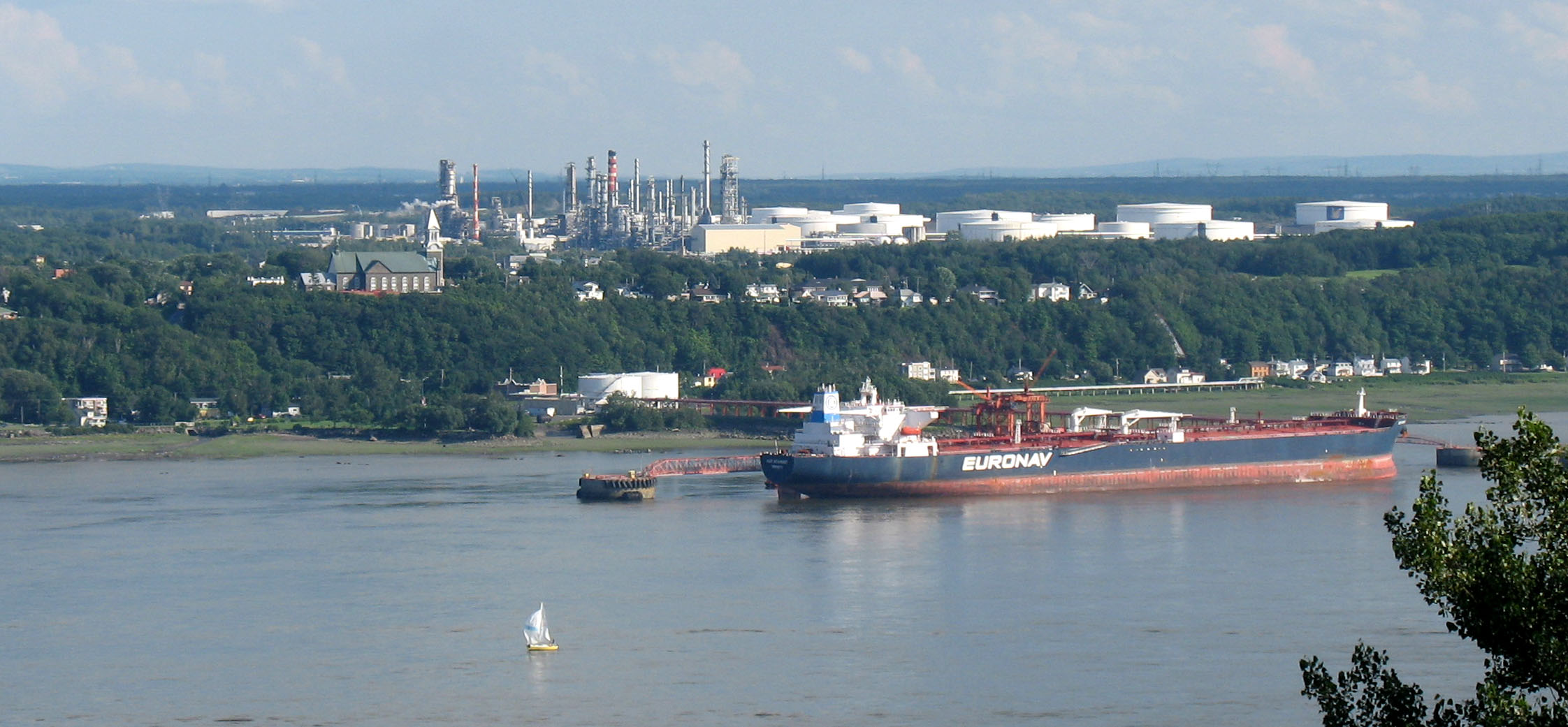
Le pétrole brut est livré par pétrolier à la raffinerie Jean-Gaulin d'Ultramar à Lévis. D'une capacité de 265000 barils par jour, elle est la plus importante des trois raffineries en exploitation au Québec.

La part du pétrole dans le bilan énergétique québécois est en constante diminution depuis les chocs pétroliers de 1973 et de 1979, passant de 56,3 % à 36,8 % de la consommation totale entre 1981 et 2006. Cette consommation a également chuté en chiffres absolus, passant de 19,2 à 15,1 millions tonnes d'équivalent pétrole (tep) durant cette période.
Entre 1987 et 2006, le pétrole consommé au Québec provenait principalement de la mer du Nord. Cette situation a été modifiée en 2007, alors que les importations d'Afrique (41,8 %) ont dépassé pour la première fois les arrivages en provenance du Royaume-Uni et de la Norvège (38,2 %). L'Algérie constituait le principal pays fournisseur, avec 31,9 % du marché québécois. Le pétrole de l'est du Canada ne constituait que 7,9 % des importations. Les importations de pétrole brut provenant d'Afrique ou des gisements de la mer du Nord (Royaume-Uni et Norvège) ont toutefois été progressivement remplacées, depuis 2015, par le pétrole brut en provenance de l'Ouest canadien et des États-Unis. Pour la première fois en 2019, le Québec n'a enregistré aucune importation de pétrole brut provenant de l'extérieur de l'Amérique du Nord, alors que 38% de ses importations provenait de l'Ouest canadien et 62% des États-Unis.
Bien que le Québec importe la totalité de son pétrole, il est un exportateur net de produits raffinés. Ce paradoxe s'explique en raison de la localisation stratégique de la vallée du Saint-Laurent, au cœur du continent. Avec une capacité de raffinage de 655 000 barils par jour — largement supérieure à ses besoins domestiques —, le Québec a réalisé en 2006 des exportations nettes d'essence et carburant diesel de 2,8 millions tep, principalement à destination de l'Ontario.
Depuis 2005, la société québécoise Junex exploite un puits de pétrole, le Galt. Un autre puits, le puits Haldimand exploité par Junex, Pétrolia et Gastem, a produit 500 barils de pétrole en 2006 dans la région de Gaspé.

### Raffinage

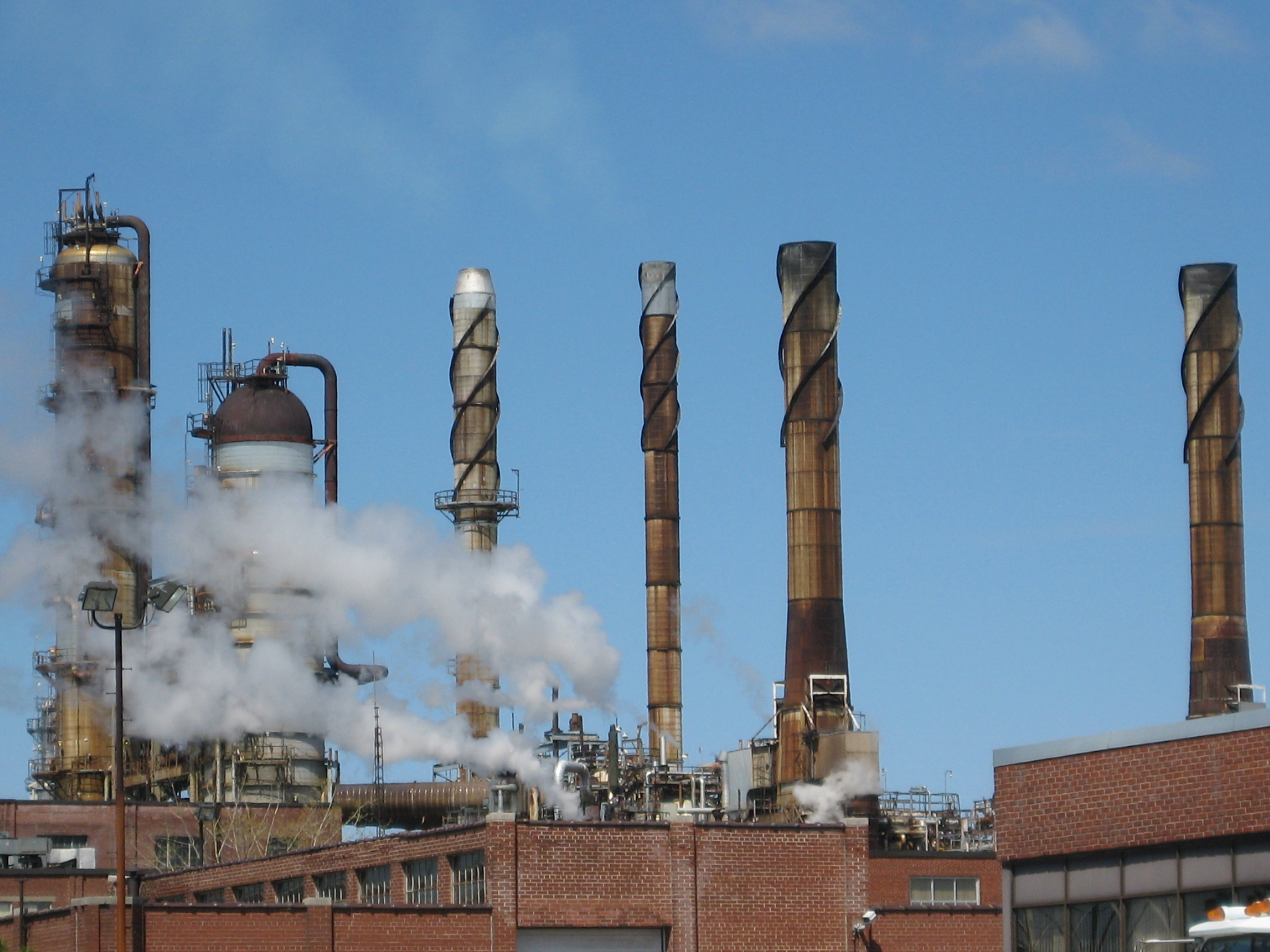
La raffinerie Shell à Montréal-Est.

Il existe trois raffineries de pétrole au Québec, qui ont une capacité combinée d'environ 525 000 barils par jour (bbl/j). La plus grande, la raffinerie Jean-Gaulin d'Ultramar, située dans l'arrondissement de Saint-Romuald de la ville de Lévis possède une capacité de 265 000 bbl/j. Sa situation en aval de Québec lui permet d'accueillir des pétroliers d'une capacité maximale d'un million de barils à longueur d'année, ce qui lui procure un avantage sur ses concurrentes situées en amont sur le fleuve.
Deux autres raffineries, celles de Shell et de Pétro-Canada, sont situées à Montréal-Est. Elles ont une capacité de 160 000 bbl/j chacune,. De plus une unité de raffinage est également en marche dans le complexe pétrochimique de Coastal de 70 000 bbl/j[réf. nécessaire]. La capacité de raffinage de Montréal est établie à 390 000 bbl/j[réf. nécessaire].
Malgré une augmentation de la capacité de raffinage de 50 000 bbl/j à la raffinerie de Saint-Romuald en 2008, la capacité totale du Québec s'est réduite d'un tiers depuis le début des années 1980, alors que 7 raffineries étaient en activité. Depuis cette date, les raffineries de Gulf (en 1985 ; 77 000 bbl/j), BP (en 1983 ; 71 000 bbl/j), Texaco (en 1982 ; 75 000 bbl/j) et Esso (en 1983 ; 106 000 bbl/j) ont toutes fermé leurs portes. Shell a annoncé sa fermeture le 7 janvier 2010 mais un comité de survie est formé pour maintenir la raffinerie en vie et pour trouver un nouvel opérateur.
À elles seules, les trois raffineries québécoises produisent 3,8 millions de tonnes de dioxyde de carbone équivalent par année, soit près de 5 % de tous les gaz à effet de serre produits au Québec en 2006.

## Gaz naturel

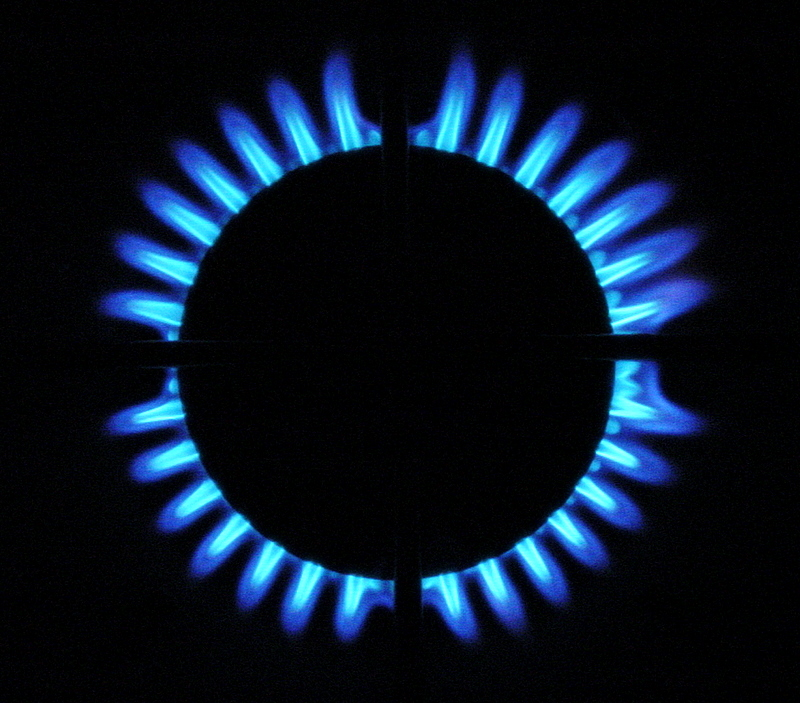

Énergir a le monopole de la distribution du gaz naturel au Québec, à l'exception de la ville de Gatineau, qui est desservie par Gazifère, une filiale d'Enbridge. Les réseaux des deux entreprises sont alimentés à partir du gazoduc de TransCanada.
Le réseau de Gaz Métro consiste en 8 300 km de conduites de distribution et 850 km de conduites de transport, qui desservent la vallée du Saint-Laurent, jusqu'à Québec, les Laurentides, l'Estrie, la Beauce, le Saguenay–Lac-Saint-Jean et les principales villes de l'Abitibi.
Gaz Métro détient des participations dans les réseaux de gazoduc Trans Québec-Maritimes, Portland Natural Gas Transmission System et Champion Pipe Line. L'entreprise est également active dans l'État du Vermont, où elle possède l'unique distributeur de gaz naturel et le second distributeur d'électricité en importance dans cet État américain voisin du Québec.
Un consortium d'entreprises regroupant Gaz Métro, Enbridge, GDF Suez et Gazprom projette de construire un terminal méthanier sur le Saint-Laurent, à l'est de la ville de Lévis. Le projet Rabaska permettra d'importer du gaz naturel liquéfié du gisement de Chtokman dans la mer de Barents. Malgré la controverse sur la sécurité de ce type d'installation en face de Québec et de l'avis défavorable de la Commission de protection du territoire agricole, le Bureau d'audiences publiques sur l'environnement a donné un avis favorable au projet dans un rapport d'enquête rendu public le 4 juillet 2007 .
La construction du terminal devrait débuter en 2010 et sa mise en service est prévue en 2014. Le coût de construction du projet est évalué à 840 millions de dollars. La récession de 2009, la croissance de la production nord-américaine de gaz naturel et les hésitations au sujet de la participation de Gazprom au sein du consortium retardent toutefois la construction du terminal méthanier.

### Pipelines

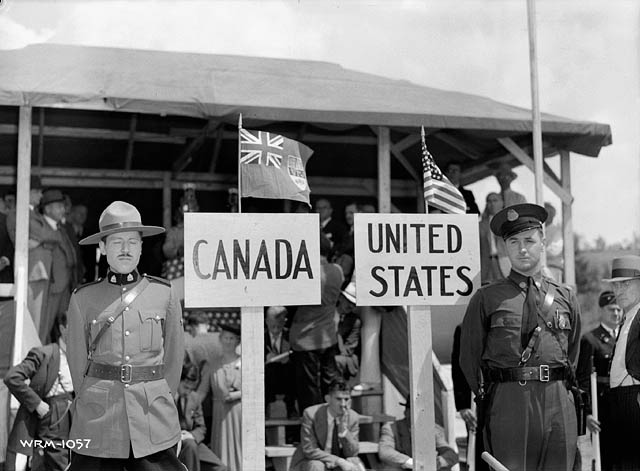
Cérémonie d'inauguration du pipeline Portland-Montréal en 1941.

Les deux raffineries de Montréal reçoivent une partie de leur alimentation en brut de Portland, Maine grâce à une série d'oléoducs exploités par Pipe-lines Portland Montréal (PLPM). L'oléoduc, d'une longueur de 378 km, a été inauguré à l'automne 1941. Il est constitué de trois canalisations de 610, 457 et 324 millimètres de diamètre, mais la plus petite des trois a été nettoyée et retirée du service en 1984. Le PLPM permet d'acheminer 525 000 barils de brut quotidiennement.
Une partie du pétrole brut acheminé par l'oléoduc de PLPM est transféré directement vers les raffineries ontariennes, en utilisant la conduite numéro 9 d'Enbridge, un oléoduc long de 832 km qui relie Montréal à la ville de Sarnia, dans le sud-ouest de l'Ontario, près de la frontière du Michigan. Inauguré en 1976, cet oléoduc servait à l'origine à transporter du pétrole léger produit en Alberta vers les raffineries montréalaises. Depuis 1999, il est utilisé exclusivement afin d'exporter du brut vers l'Ontario. L'oléoduc possède une capacité d'environ 240 000 barils par jour.
Toutefois, cette situation pourrait changer dans les années 2010 en raison du projet Trailbreaker d'Enbridge et de Pipe-lines Portland Montréal. Lancé au début de 2008, le projet de 350 millions de dollars inverserait à nouveau le flot de l'oléoduc pour transporter du pétrole extra lourd des sables bitumineux de l'Alberta vers Montréal.
Le projet fournirait 80 000 barils par jour aux raffineries de Montréal. Le reste de la capacité de l'oléoduc permettrait d'exporter 128 000 barils vers le Maine, qui seraient ensuite transportés par bateau vers les grands complexes pétrochimiques du golfe du Mexique pour y être raffiné.
Bien que reporté en raison de la crise financière de 2007-2009, les dirigeants d'Enbridge ont toujours l'intention d'aller de l'avant avec Trailbreaker, un projet contesté par plusieurs groupes environnementalistes. Les critiques soulignent le fait que l'inversion de l'oléoduc triplerait les émissions de gaz à effet de serre des raffineries de Montréal et que la production et le raffinage de ce brut lourd et visqueux ont des effets particulièrement néfastes sur la qualité de l'air et de l'eau. Selon un spécialiste consulté par le quotidien montréalais Le Devoir, cette opinion doit être nuancée, puisque l'essentiel des émissions de carbone dans l'atmosphère surviennent lors de l'utilisation des produits pétroliers. De plus, le niveau d'émission des raffineries sera influencé par le type de traitement qui sera effectué sur les lieux d'extraction des sables bitumineux avant son acheminement par l'oléoduc.
Par ailleurs, la nature plus corrosive du pétrole qui serait transporté de l'ouest canadien fait craindre une augmentation du nombre de fuites sur certains tronçons de l'oléoduc, dont certaines sections datent de la Deuxième Guerre mondiale,.
Un autre projet d'oléoduc est présentement en préparation. Le projet Pipeline Saint-Laurent d'Ultramar consiste à relier sa raffinerie de Lévis à son centre de distribution de Montréal-Est par une conduite à basse pression de vapeur de 406 millimètres (16 pouces) et longue de 240 km. Selon le promoteur, le projet permettra de réduire l'utilisation du transport ferroviaire, routier et maritime pour transporter ses produits pétroliers et réduira ses émissions de gaz à effet de serre de 30 000 tonnes annuellement. La construction de l'oléoduc de 275 millions de dollars est prévue commencer en 2010 et Ultramar a déjà obtenu la plupart des autorisations réglementaires requises.

## Exploration
Bien que certains travaux d'exploration aient été menés dans les années 1950 par les compagnies Esso et Shell, une société publique, la Société québécoise d'initiatives pétrolières (SOQUIP) a été l'une des pionnières en matière d'exploration du potentiel pétrolier et gazier du Québec. Dès 1969, la SOQUIP a effectué des forages dans la région au nord-est de Trois-Rivières en Mauricie ainsi qu'en Gaspésie.
À la suite de l'invasion de l’Ukraine de 2022, et la hausse subséquente des prix des hydrocarbures, l’idée de relancer l’exploration de gaz naturel au Québec refait surface, dans le but d’exporter ces ressources en Europe.

## Opinion sur les énergies fossiles au Québec
Un sondage Ipsos datant de 2021, 43% des québécois pensent que le Québec devrait exploiter ses ressources pétrolières plutôt que d'en importer pour la consommation.